# Volontärberäkning

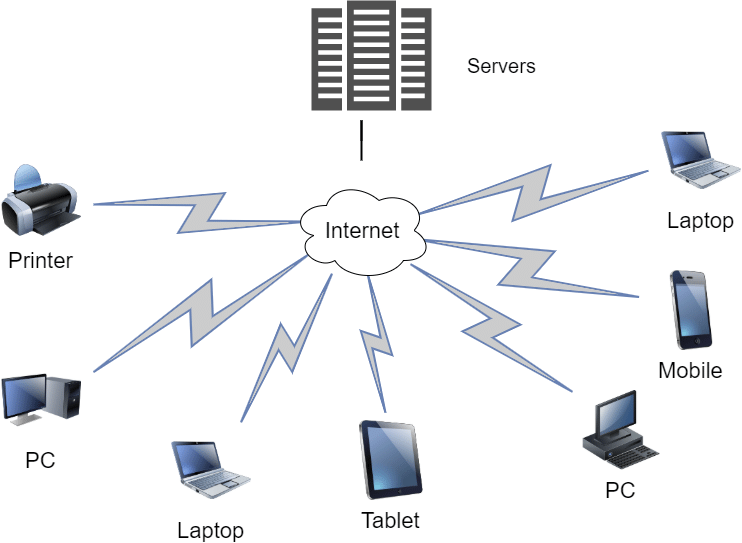
Ett program som körs på en volontärs dator kontaktar regelbundet en forskningsapplikationsserver via internet för att begära jobb och rapportera resultat.

Volontärberäkning är en typ av distribuerad beräkningar där människor donerar sina datorers outnyttjade resurser till ett forskningsinriktat projekt, och ibland i utbyte mot poäng. Den grundläggande idén bakom det är att en modern stationär dator är tillräckligt kraftfull för att utföra miljarder operationer per sekund, men för de flesta användare används endast mellan 10–15 % av dess kapacitet. Vanliga uppgifter som ordbehandling eller webbsurfning gör att datorn i stort sett är inaktiv.
Utövandet av frivillig databehandling, som går tillbaka till mitten av 1990-talet, kan potentiellt ge forskare tillgång till betydande processorkraft till minimal kostnad. Vanligtvis kontaktar ett program som körs på en volontärs dator regelbundet en forskningsapplikation för att begära jobb och rapportera resultat. Ett mellanprogram fungerar vanligtvis som en mellanhand.

## Historia
Det första frivilliga datorprojektet var Great Internet Mersenne Prime Search, som startade i januari 1996. Det följdes 1997 av distributed.net. År 1997 och 1998 utvecklade flera akademiska forskningsprojekt Java-baserade system för volontärers datoranvändning; exempel inkluderar Bayanihan, Popcorn, Superweb, och Charlotte.
Termen volontärdatabehandling myntades av Luis FG Sarmenta, utvecklaren av Bayanihan. Det är också lockande för globala insatser för socialt ansvar, eller företagens sociala ansvar som rapporterats i en Harvard Business Review.
År 1999 lanserades projekten SETI@home och Folding@home. Dessa projekt fick betydande mediebevakning, och vart och ett lockade flera hundra tusen volontärer.
Mellan 1998 och 2002 bildades flera företag med affärsmodeller som involverade volontärdatabehandling. Exempel inkluderar Popular Power, Porivo, Entropia och United Devices.
År 2002 grundades projektet Berkeley Open Infrastructure for Network Computing (BOINC) vid University of California, Berkeley Space Sciences Laboratory, finansierat av National Science Foundation. BOINC tillhandahåller ett komplett mellanprogram för volontärberäkning, inklusive en klient, klientgränssnitt, applikationskörningssystem, serverprogramvara och programvara som implementerar en projektwebbplats. Det första projektet baserat på BOINC var Predictor@home, baserat vid Scripps Research Institute, som startade sin verksamhet 2004. Strax därefter började SETI@home och climateprediction.net använda BOINC. Ett antal nya BOINC-baserade projekt skapades under de närmaste åren, inklusive Rosetta@home, Einstein@home och AQUA@home. År 2007 bytte IBM World Community Grid från United Devices-plattformen till BOINC.

## Mellanprogramvara
Klientprogramvaran för de tidiga frivilliga datorprojekten bestod av ett enda program som kombinerade den vetenskapliga beräkningen och den distribuerade datorinfrastrukturen. Denna monolitiska arkitektur var oflexibel. Till exempel var det svårt att driftsätta nya applikationsversioner.
På senare tid har volontärberäkningar övergått till mellanprogramvarusystem som tillhandahåller en distribuerad datorinfrastruktur oberoende av vetenskapliga beräkningar. Exempel inkluderar:
- BOINC är det mest använda mellanprogramssystemet. Den erbjuder klientprogramvara för Windows, macOS, Linux, Android och andra Unix-varianter.
- XtremWeb används främst som ett forskningsverktyg. Den är utvecklad av en grupp baserad vid universitetet i Paris-Süd.
- Xgrid är utvecklat av Apple. Dess klient- och serverkomponenter körs endast på macOS.
- Grid MP är en kommersiell mellanprogramvaruplattform utvecklad av United Devices och användes i frivilliga datorprojekt inklusive grid.org, World Community Grid, Cell Computing och Hikari Grid.

De flesta av dessa system har samma grundstruktur: ett klientprogram körs på volontärens dator. Den kontaktar regelbundet projektdrivna servrar via internet, begär jobb och rapporterar resultaten av slutförda jobb. Denna "pull"-modell är nödvändig eftersom många frivilliga datorer sitter bakom brandväggar som inte tillåter inkommande anslutningar. Systemet håller reda på varje användares "kredit", ett numeriskt mått på hur mycket arbete den användarens datorer har utfört för projektet.
Frivilliga datorsystem måste hantera flera problem som involverar frivilliga datorer: deras heterogenitet, deras churn (enskilda datorers tendens att ansluta till och lämna nätverket över tid), deras sporadiska tillgänglighet och behovet av att inte störa deras prestanda under regelbunden användning.
Dessutom måste frivilliga datorsystem hantera problem relaterade till korrekthet:
- Volontärer är inte ansvariga och i princip anonyma.
- Vissa frivilliga datorer (särskilt de som är överklockade) fungerar ibland inte och returnerar felaktiga resultat.[källa behövs]
- Vissa volontärer returnerar avsiktligt felaktiga resultat eller påstår sig ha för höga poänger för sina resultat.

En vanlig metod för att lösa dessa problem är replikerad databehandling, där varje jobb utförs på minst två datorer. Resultaten (och motsvarande poäng) accepteras endast om de överensstämmer tillräckligt.

## Fördelar för forskare

### Datorkraft
Frivillig databehandling kan ge forskare datorkraft som inte kan uppnås på något annat sätt. Till exempel har Folding@home rankats som ett av världens snabbaste datorsystem. Med ökat intresse och frivilligt deltagande i projektet till följd av covid-19-pandemin uppnådde systemet en hastighet på cirka 1,22 exaflops i slutet av mars 2020 och nådde 2,43 exaflops den 12 april 2020 vilket gör det till världens första exaflop-beräkningssystem.

### Kostnad
Frivillig databehandling är ofta billigare än andra former av distribuerad databehandling, och vanligtvis till noll kostnad för slutforskaren.

## Nackdelar för deltagarna
- Ökad strömförbrukning: En processor använder generellt mer el när den är aktiv jämfört med när den är inaktiv. Dessutom kan önskan att delta få volontären att lämna datorn påslagen över natten eller inaktivera energisparfunktioner som viloläge. Dessutom, om datorn inte kan kyla sig själv tillräckligt, kan den ökade belastningen på volontärens processor orsaka att den överhettas.
- Minskad datorprestanda: Om den frivilliga datorapplikationen körs medan datorn används kan det påverka datorns prestanda. Detta beror på ökad användning av processorn, processorcachen, lokal lagring och nätverksanslutningen. Om RAM-minnet är en begränsning kan det resultera i ökade missar i diskcachen eller ökad paging. Frivilliga datorapplikationer körs vanligtvis med en lägre CPU-schemaläggningsprioritet, vilket hjälper till att minska CPU-konkurrens.[14]

Dessa effekter kan vara märkbara eller inte, och även om de är märkbara kan volontären välja att fortsätta delta. Den ökade strömförbrukningen kan dock åtgärdas i viss mån genom att ställa in ett alternativ för att begränsa andelen av processorn som används av klienten, vilket är tillgängligt i viss klientprogramvara.

## Betydelse
Även om det finns problem som bristande ansvarsskyldighet och förtroende mellan deltagare och forskare vid genomförandet av projekten, är volontärers datoranvändning av avgörande betydelse, särskilt för projekt som har begränsad finansiering.
- Superdatorer med enorm datorkraft är extremt dyra och är endast tillgängliga för vissa applikationer om de har råd med det. Medan frivillig datorverksamhet inte är något som kan köpas, uppstår dess kraft från det offentliga stödet. Ett forskningsprojekt med begränsade resurser och finansiering kan få enorm datorkraft genom att dra till sig allmänhetens uppmärksamhet.[16]
- Genom att volontärarbeta och ge stöd och datorkraft till forskning inom ämnen som vetenskap uppmuntras medborgarna att vara intresserade av vetenskap och medborgarna får också möjlighet att göra sin röst hörd när det gäller vetenskaplig forskning och så småningom framtidens vetenskap genom att ge eller inte ge stöd till forskningen.[1]